# Dillwynia prostrata
Dillwynia prostrata är en ärtväxtart som beskrevs av Blakeley. Dillwynia prostrata ingår i släktet Dillwynia och familjen ärtväxter. Inga underarter finns listade i Catalogue of Life.